# Sandra Bullock
Sandra Annette Bullock (Arlington, Virginia, 26 juli 1964) is een Amerikaanse actrice. Ze won onder meer een Oscar voor beste actrice, een Golden Globe en een Screen Actors Guild Award voor haar rol in The Blind Side. Ook voor haar rollen in While You Were Sleeping en Miss Congeniality werd ze genomineerd voor een Golden Globe. Daarnaast won Bullock meer dan 25 andere acteerprijzen, waaronder een American Comedy Award en de People's Choice Award voor de favoriete actrice van het jaar in 1996, 1997, 1999, 2006, 2009, 2010, 2014 en 2016.
Bullock kreeg op 24 maart 2005 een ster op de Hollywood Walk of Fame.

## Biografie
Bullock is de dochter van de Duitse operazangeres Helga Meyer en een Amerikaanse parttime stemcoach. Ze woonde tot haar twaalfde in het Duitse Neurenberg. Daardoor spreekt ze naast Engels ook Duits. Daarna verhuisde de familie naar Washington D.C..
Als kind deed Bullock aan ballet en op de middelbare school was ze een cheerleader. Ze studeerde aan de East Carolina University in Greenville, North Carolina, maar onderbrak haar studie om te gaan acteren. Ze vertrok naar Manhattan om audities te doen en had verschillende baantjes om intussen aan de kost te komen. Bullock vatte later haar studie weer op en behaalde een bachelor aan de East Carolina University.

### Acteercarrière
In 1987 maakte Bullock haar officiële filmdebuut in Hangmen. Haar eerste grote film volgde in 1993 in de vorm van actiefilm Demolition Man, waarin ze naast Sylvester Stallone en Wesley Snipes speelt. Datzelfde jaar speelde ze ook in The Vanishing, een film gebaseerd op Het Gouden Ei van Tim Krabbé. Bullock beleefde haar grote doorbraak in 1994 in Speed, waarin ze samen met Keanu Reeves de passagiers van een bus probeert te behoeden voor een bomexplosie. In 1995 speelde ze hoofdrollen in de romantische komedie While You Were Sleeping en de thriller The Net.

In 1996 verscheen Bullock met Matthew McConaughey in de thriller A Time to Kill, gebaseerd op het boek van John Grisham en in de oorlogsfilm In Love and War, over Ernest Hemingway. In 1997 kwam er met Speed 2: Cruise Control een geflopt vervolg op Speed. De film werd massaal afgekraakt en kreeg een Golden Raspberry Award voor slechtste vervolg op een film. Een jaar later speelde Bullock samen met Nicole Kidman als heks in Practical Magic. 

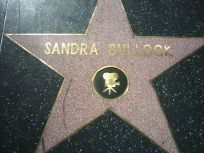
Walk of Fame

 Ook sprak ze de stem in van Mirjam in de animatiefilm De prins van Egypte. In 1999 speelde ze Forces of Nature met Ben Affleck.
Het jaar 2000 brengt positieve reacties wanneer ze in Miss Congeniality de rol van FBI-agente Gracie Hart vertolkt. Datzelfde jaar speelt ze een alcoholiste in 28 Days. Na een jaar pauze is Bullock in 2002 te zien in de thriller Murder by Numbers, de komedie Divine Secrets of the Ya-Ya Sisterhood en de romantische komedie Two Weeks Notice. In 2004 speelt ze mee in de dramafilm Crash, die een Oscar wint voor beste film. Haar rol als racistische vrouw hierin vormt een stijlbreuk met de charmante, wat chaotische personages die ze doorgaans speelt. In 2005 speelt ze nogmaals Gracie Hart in Miss Congeniality 2: Armed & Fabulous.
In 2006 speelde ze opnieuw samen met Keanu Reeves maar dan in The Lake House. In 2007 was ze te zien in de thriller Premonition. In 2009 heeft ze in drie films gespeeld, The Proposal, All About Steve en The Blind Side. Zij werd in 2010 de eerste die in hetzelfde jaar een Golden Raspberry Award voor slechtste actrice (All About Steve) en een Oscar voor beste actrice (The Blind Side) ontving.

### Persoonlijk leven
Bullock had verschillende relaties met filmtegenspelers: Tate Donovan (Love Potion No. 9), Matthew McConaughey (A Time to Kill), Steve Buscemi (28 Days) en Ryan Gosling (Murder by Numbers). 
In 2004 leerde Bullock Jesse Gregory James, de presentator van het televisieprogramma Monster Garage, kennen, met wie ze op 16 juli 2005 trouwde. Samen startten ze in 2006 een adoptieprocedure die in januari 2010 uitmondde in de adoptie van een baby; een jongen. Bij haar echtscheiding op 28 juni 2010 kreeg ze de volledige voogdij toegewezen.
Bullock vertelde in december 2015 dat ze een tweede kind had geadopteerd en verscheen op de cover van People magazine met haar toen driejarige nieuwe dochter.
Sinds medio 2015 had Bullock een relatie met fotograaf Bryan Randall tot zijn overlijden in 2023.

## Prijzen
- Academy Award (Oscar)
  - 2010 - Beste vrouwelijke hoofdrol (The Blind Side)
- American Comedy Award
  - 2001 - Grappigste actrice (While You Were Sleeping)
- Bambi (Duitsland)
  - 2000 - Beste actrice
- Black Reel Award
  - 2006 - Beste cast (Crash)
- Blockbuster Entertainment Award
  - 1997 - Beste actrice in een thriller (A Time to Kill)
  - 2001 - Beste actrice in een komedie (Miss Congeniality)
- Golden Apple Award
  - 1995 - Vrouwelijke ster van het jaar
- Golden Globe
  - 2010 - Beste Actrice in een drama (The Blind Side)
- Hollywood Film Award
  - 2006 - Beste vrouwelijke bijrol van het jaar
- Lone Star Film & Television Award
  - 1999 - Beste actrice (Hope Floats)
- MTV Movie Award
  - 1995 - Beste actrice (Speed)
  - 1995 - Beste duo (Speed)
  - 1995 - Meest begeerlijke vrouw (Speed)
- People's Choice Award
  - 1996 - Beste actrice
  - 1997 - Beste actrice
  - 1999 - Beste actrice
  - 2006 - Beste actrice
  - 2009 - Beste actrice
- Golden Raspberry Award of Razzie
  - 2010 - Slechtste Actrice (All About Steve); een van de weinigen die de prijs persoonlijk in ontvangst nam.
- Saturn Award
  - 1999 - Beste actrice (Speed)
- Screen Actors Guild Award
  - 2006 - Beste cast (Crash)
  - 2010 - Beste actrice (The Blind Side)
- Teen Choice Award
  - 2006 - Beste actrice in een komedie (Miss Congeniality 2: Armed & Fabulous)